# Cayo Guajaba
Cayo Guajaba är en ö i Kuba.   Den ligger i provinsen Provincia de Camagüey, i den östra delen av landet, 500 km öster om huvudstaden Havanna. Arean är 93 kvadratkilometer.
Terrängen på Cayo Guajaba är mycket platt. Öns högsta punkt är 52 meter över havet. Den sträcker sig 15,3 kilometer i nord-sydlig riktning, och 18,4 kilometer i öst-västlig riktning.